# Козјак (Биље)
Козјак (мађ. Keskenyerdő) је насељено место у општини Биље, Осјечко-барањска жупанија, Хрватска.

## Историја
До територијалне реорганизације у Хрватској био је у саставу старе општине Бели Манастир.

## Становништво
У попису становништва из 2011. године, Козјак је имао 60 становника.
| Број становника према пописима | Број становника према пописима | Број становника према пописима | Број становника према пописима | Број становника према пописима | Број становника према пописима | Број становника према пописима | Број становника према пописима | Број становника према пописима | Број становника према пописима | Број становника према пописима | Број становника према пописима | Број становника према пописима | Број становника према пописима | Број становника према пописима | Број становника према пописима |
| ------------------------------ | ------------------------------ | ------------------------------ | ------------------------------ | ------------------------------ | ------------------------------ | ------------------------------ | ------------------------------ | ------------------------------ | ------------------------------ | ------------------------------ | ------------------------------ | ------------------------------ | ------------------------------ | ------------------------------ | ------------------------------ |
| 1857                           | 1869                           | 1880                           | 1890                           | 1900                           | 1910                           | 1921                           | 1931                           | 1948                           | 1953                           | 1961                           | 1971                           | 1981                           | 1991                           | 2001                           | 2011                           |
| 0                              | 0                              | 0                              | 0                              | 438                            | 261                            | 0                              | 0                              | 870                            | 597                            | 403                            | 407                            | 201                            | 140                            | 93                             | 60                             |

Напомена: Од 1900. до 1981. исказује се као део насеља, а од 1991. као самостално насеље настало издвајањем дела насеља Луг. Године 1921. и 1931. подаци су садржани у насељу Луг.